# Mistrzostwa Europy w rallycrossie
Mistrzostwa Europy w rallycrossie – seria wyścigów samochodowych organizowana przez FIA.

## Podział dywizji
| Lata      | Lata       | Lata       | Lata                     |
| --------- | ---------- | ---------- | ------------------------ |
| 1976-1978 | Generalna  | Generalna  | Generalna                |
| 1979-1981 | Dywizja TC | Dywizja GT |                          |
| 1982-1992 | Dywizja 1  | Dywizja 2  |                          |
| 1993-1996 | Dywizja 1  | Dywizja 2  | Puchar 1400              |
| 1997-2002 | Dywizja 1  | Dywizja 2  | Puchar 1400 (Dywizja 2A) |
| 2003-2010 | Dywizja 1  | Dywizja 1A | Dywizja 2                |
| 2011-2018 | Supercar   | Super1600  | TouringCar               |
| 2019-     | Supercar   | Super1600  |                          |